# Caqueta-Springaffe
Der Caqueta-Springaffe (Plecturocebus caquetensis, Syn.: Callicebus caquetensis) ist eine erst im Jahr 2010 beschriebene Primatenart aus der Unterfamilie der Springaffen innerhalb der Familie der Sakiaffen (Pitheciidae).

## Merkmale
Caqueta-Springaffen sind graubraun mit rötlichem Ton und mit haselbraun-rotem Fell am Bauch und auf der Innenseite von Armen und Beinen. Die Haare sind dabei im agouti-Muster gefärbt. Über den Augen liegt ein matt hellgrauer Streifen, was die Art von den sehr ähnlichen Arten Weißschwanz-Springaffe (Callicebus discolor) und Weißstirn-Springaffe (Callicebus ornatus) unterscheidet, die hier einen weißen Streifen aufweisen. Der lange Schwanz ist grau mit angedeuteter Bänderung und im hinteren Drittel pinselartig mit schwarz-weißen agouti-Haaren.

## Verbreitung und Lebensraum
Die Art kommt zwischen dem Río Orteguaza und dem Río Caquetá in der kolumbianischen Provinz Caquetá in Höhen zwischen 190 und 260 m vor, das genaue Verbreitungsgebiet ist aber noch unbekannt.

## Lebensweise
Über die Lebensweise ist bisher nur sehr wenig bekannt. Caqueta-Springaffen leben in kleinen Gruppen aus durchschnittlich vier Tieren in den fragmentierten Resten des Regenwalds.

## Gefährdung
Der Bestand der Art wird auf unter 250 erwachsene Tiere geschätzt. Es wurde vorgeschlagen, die Art in der Roten Liste gefährdeter Arten der IUCN als „vom Aussterben bedroht“ (critically endangered) einzustufen.